# Carmen Asiaín Pereira
Carmen Asiaín Pereira (nacida en Londres el 10 de agosto de 1965) es una abogada, docente, socióloga y política uruguaya, senadora perteneciente al Partido Nacional.

## Biografía
Hija del médico Carlos Asiaín Márquez, Carmen nació en Londres, mientras su padre se desempeñaba como embajador interino.
Estudió Derecho y Ciencias Sociales en la Universidad de la República, logrando un doctorado en esa especialidad. 
Se desempeña como profesora de Derecho Constitucional I y II en la Universidad de Montevideo.
Integra varias asociaciones, es integrante del Consorcio Latinoamericano de Libertad Religiosa, formando parte de su consejo directivo. Es miembro del grupo de Derecho Eclesiástico Latinoamericano (DELA), integra la confraternidad judeo-latinoamericana, participó de la fundación del Instituto de Derecho Religioso del Estado (IDRE) del cual ejerce como presidente. Y además es abogada del Tribunal Eclesiástico Nacional con competencia en Uruguay y Argentina en casos de Derecho Canónico Matrimonial.
Cuando Lacalle Pou asumió como presidente de su país dejó su banca de senador vacante. Asiaín asumió en carácter de senadora suplente.
Está casada con Rafael Brum. Sus hijas se llaman Josefina y Dolores.[cita requerida]